# Municipio de Cleveland (condado de Little River)
El municipio de Cleveland (en inglés: Cleveland Township) es un municipio ubicado en el condado de Little River en el estado estadounidense de Arkansas. En el año 2010 tenía una población de 913 habitantes y una densidad poblacional de 8,11 personas por km².

## Geografía
El municipio de Cleveland se encuentra ubicado en las coordenadas 33°44′57″N 94°5′29″O / 33.74917, -94.09139. Según la Oficina del Censo de los Estados Unidos, el municipio tiene una superficie total de 112.64 km², de la cual 83,81 km² corresponden a tierra firme y (25,6 %) 28,83 km² es agua.

## Demografía
Según el censo de 2010, había 913 personas residiendo en el municipio de Cleveland. La densidad de población era de 8,11 hab./km². De los 913 habitantes, el municipio de Cleveland estaba compuesto por el 78,31 % blancos, el 16,76 % eran afroamericanos, el 1,64 % eran amerindios, el 0,11 % eran asiáticos, el 1,2 % eran de otras razas y el 1,97 % eran de una mezcla de razas. Del total de la población el 1,97 % eran hispanos o latinos de cualquier raza.